# Noctileptura squamosa
Noctileptura squamosa är en skalbaggsart som beskrevs av Chemsak och Linsley 1984. Noctileptura squamosa ingår i släktet Noctileptura och familjen långhorningar. Inga underarter finns listade i Catalogue of Life.